# Merindad de Montija
Merindad de Montija är en kommun i Spanien.   Den ligger i provinsen Provincia de Burgos och regionen Kastilien och Leon, i den norra delen av landet, 290 km norr om huvudstaden Madrid. Antalet invånare är 848. Arean är 99 kvadratkilometer. Merindad de Montija gränsar till Villasana de Mena, Junta de Traslaloma, Medina de Pomar, Villarcayo de Merindad de Castilla la Vieja, Merindad de Sotoscueva, Espinosa de los Monteros, Soba och Karrantza Harana / Valle de Carranza. 
Terrängen i Merindad de Montija är kuperad.